# Automobili Serenissima
Automobili Serenissima war ein italienischer Hersteller von Sportwagen aus Bologna, der zwischen 1963 und 1970 einige Motoren und eine Reihe von Rennwagen entwickelte.
Automobili Serenissima ist eines der geheimnisvollsten italienischen Automobil-Projekte, um das sich viele Gerüchte ranken. Viele Details sind nach wie vor nicht vollständig geklärt. Insbesondere gibt es zahlreiche Unsicherheiten hinsichtlich der Bezeichnung der Wagen und des Produktionsumfangs.
Die Quellenlage zu Automobili Serenissima ist ausgesprochen dürftig. Die meisten Bücher, die sich mit italienischen Sportwagen befassen, beschränken sich auf eine kurze Erwähnung der Marke und auf die Wiedergabe kolportierter, mitunter gemutmaßter Produktionszahlen. Die mit Abstand am besten recherchierte Darstellung ist Wolfgang Blaubes Artikel „Graf Zahl“ in der Fachzeitschrift Oldtimer-Markt Nr. 9/2008, in der anhand eines konkreten Fahrzeugs die Unternehmensgeschichte so detailliert wie möglich nachgezeichnet wird.

## Unternehmensgeschichte
Gegründet wurde Automobili Serenissima von Conte Giovanni Volpi di Misurata, einem jungen, wohlhabenden Adligen aus Venedig. Volpi betrieb seit 1958 den Rennstall Scuderia Serenissima, der als Kundenteam bei diversen Sportwagenrennen antrat. Volpi war bezüglich seiner Lieferanten nicht wählerisch. Die Scuderia Serenissima setzte zunächst so unterschiedliche Fahrzeuge wie Abarth, Ferrari, Maserati oder Porsche ein. 1960 finanzierte Volpi die Entwicklung des Maserati Birdcage, ein Jahr später war er finanziell an der Entwicklung des Ferrari 250 GTO beteiligt, den er mit seiner Scuderia Serenissima einsetzen wollte.
Die Allianz mit Ferrari zerbrach vor der Auslieferung des Ferrari 250 GTO, als sich Volpi 1962 kurzfristig auch an dem Unternehmen Automobili Turismo e Sport (ATS) beteiligte. Seine ersten Schritte hin zur Entwicklung eines eigenen Autos machte Volpi mit dem legendären Ferrari 250 GT SWB Breadvan, einem in Auftragsarbeit von Giotto Bizzarrini konzipierten Einzelstück auf Basis des Ferrari 250 GT SWB, das beim 24-Stunden-Rennen von Le Mans 1962 die Werkswagen der Scuderia Ferrari deklassierte.
1963 gründete Volpi das Unternehmen Automobili Serenissima. Ziel war es, eigene Rennautos für den Einsatz bei Motorsportveranstaltungen herzustellen. Zumindest anfänglich war auch an die Aufnahme einer Serienproduktion gedacht; ab 1966 distanzierte sich Volpi indes von diesem Ziel.
Das in Bologna ansässige Unternehmen war zunächst in den Räumen des örtlichen Rolls-Royce-Importeuers Sasamotors untergebracht. Hier wurden die Entwicklungsarbeiten geleistet, und hier wurden bis 1966 die einzelnen Wagen der Scuderia Serenissima hergestellt. Ende 1966 trennte sich Volpi von Sasamotors; danach wurde eine eigene Werkstatt in Formigine bei Modena eingerichtet, in der nochmals einige Rennwagen entstanden. In dieser Zeit wurde das Unternehmen faktisch von Alf Francis beeinflusst, einem ehemaligen Rennmechaniker, der für Stirling Moss gearbeitet hatte und nach einigen Umwegen nach Italien gekommen war. Francis nutzte die großzügige Atmosphäre und vor allem die oberflächliche Kontrolle durch Volpi dazu, mit Automobili Serenissima seine eigenen Ziele zu verfolgen. Wiederholt stellte er auf eigene Initiative Autos her, die Serenissima-Teile mit Fremdkomponenten verbanden, und versuchte darüber hinaus, das Unternehmen zu einem Hersteller von Formel-1-Autos zu machen, was der erklärten Zielrichtung Volpis widersprach.
Zwischen 1963 und 1970 entwickelte und baute Automobili Serenissima drei verschiedene Motoren und acht sehr unterschiedliche Automobile, von denen fünf überlebten.
1970 wurde die Werkstatt in Formigine wieder aufgegeben. Alf Francis handelte als letzten Akt die Übernahme dieser Werkstatt mitsamt ihren angestellten Mechanikern durch die Scuderia Filipinetti aus.

## Die Motoren
Für Automobili Serenissima entstanden drei unterschiedliche Motorentypen.
- Anfänglich entwickelte Alberto Massimino, ein ehemaliger Alfa-Romeo-, Ferrari- und Maserati-Mitarbeiter, für Volpi einen Achtzylinder-Motor mit 3,0 Litern Hubraum. Das Triebwerk trug vier obenliegende, kettengetriebene Nockenwellen, zwei für jede Zylinderbank. Für jeden Zylinder waren zwei Zündkerzen vorgesehen. Die Gemischaufbereitung erfolgte durch vier Doppelvergaser von Weber. Als maximale Leistung werden 307 PS bei 8.500 Umdrehungen pro Minute angegeben. Es gibt Berichte, wonach von diesem Motor insgesamt zwei Exemplare hergestellt wurden. Dieses Triebwerk wurde bei drei Großen Preisen in der Formel-1-Saison 1966 von dem jungen Team McLaren eingesetzt. Bei den Großen Preisen von Belgien und der Niederlande scheiterte Bruce McLaren, der den Wagen selbst fuhr, jeweils an Motordefekten, beim Großen Preis von Großbritannien aber wurde er Sechster und erzielte damit einen WM-Punkt für den Serenissima-Motor. Ungeachtet dessen wechselte McLaren noch in der laufenden Saison zu Ford-Motoren.
- Im Laufe des Jahres 1965 entwickelte Massimino ein weiteres Triebwerk, dessen Layout dem anfänglichen Modell entsprach, im Hubraum allerdings auf 3,5 Liter vergrößert war.
- Ein drittes Triebwerk entstand 1966/67 unter der Leitung von Harry Mundy, einem ehemaligen Jaguar-Ingenieur. Mundys Motor war wiederum ein Achtzylinder mit 3,5 Litern Hubraum; er hatte drei Ventile – zwei Einlassventile und ein Auslassventil – pro Zylinder. Konzeptionell hatte der Motor mit Massiminos Konstruktion nichts zu tun; es basierte vielmehr auf Überlegungen, die Mundy einige Jahre zuvor für Jaguar angestellt hatte.

## Die Autos
Zwischen 1964 und 1970 entstanden bei Automobili Serenissima insgesamt sechs sehr unterschiedliche Fahrzeugtypen. Sie alle blieben nach ganz überwiegender Ansicht Einzelstücke. Es gibt zahlreiche Unsicherheiten hinsichtlich der Bezeichnung der Wagen; in diversen Publikationen tauchen die Autos mit unterschiedlichen Namen auf. Die nachstehende Auflistung orientiert sich an den Chassis-Nummern und folgt im Detail der Darstellung aus der Zeitschrift Oldtimer Markt 9/2008.

### Chassis 001: Serenissima 308/V GT
Das erste Chassis wurde 1964 hergestellt. Das Fahrzeug trug die Bezeichnung Serenissima 308/V GT. Es wurde ausgestattet mit dem Dreiliter-Motor von Massimino und trug eine Coupé-Karosserie, die von Francesco Salomone entworfen und von Gransport in Modena hergestellt wurde. Die technische Entwicklung lag in den Händen von Girolamo „Mino“ Ferrari Amorotti, das Getriebe wurde von Sasamotors entwickelt und gebaut.
Der Wagen wurde erstmals am 20. Dezember 1964 von Luigi Bertocco auf dem Modena Aerodrom getestet. Die Ergebnisse waren ernüchternd, was nach Aussage von Paul Frère, der bei den Testfahrten zugegen war, nicht nur an dem strömenden Regen lag, der während der gesamten Ausfahrt herrschte. Angesichts der mäßigen Leistungen begann Alfredo Massimino unverzüglich damit, den Wagen zu überarbeiten. Seine Ansätze mündeten in dem Chassis 003, das im April 1965 hergestellt wurde.
Ungeachtet der mäßigen Ergebnisse der ersten Testfahrten orderte der private Rennstall Rob Walker zwei Wagen dieses Typs für einen Einsatz beim 24-Stunden-Rennen von Le Mans 1965. Volpi sagte eine rechtzeitige Lieferung zu, konnte die Zusage aber nicht einhalten. Tatsächlich erhielt Rob Walker kein einziges Auto von Serenissima.

### Chassis 002
Das Chassis 002 sollte eines der von Rob Walker bestellten Autos werden. Das Fahrzeug wurde nie fertiggestellt; es soll 1968 verschrottet worden sein.

### Chassis 003: Serenissima Jet Stradale und Competizione
Die Chassis-Nummer 003 wurde an eine Weiterentwicklung des ersten Prototyps vergeben. Gegenüber dem 001 hatte der 003 einen etwas verkürzten Radstand und wurde nacheinander mit zwei unterschiedlichen Karosserien versehen.

#### Jet Stradale
Die erste Version des Chassis 003 wurde als Jet Stradale bezeichnet. Die Karosserie war erheblich verändert worden. Die Gürtellinie war nun gerade gestaltet, allerdings war sie mit Lufteintrittsöffnungen versehen. Der Stradale existierte nur einige Monate.

#### Jet Competizione
1966 wurde der Jet Stadale zum Jet Competizione umgebaut. Gegenüber dem Stradale entfielen unter anderem die (dünnen) Stoßstangen; dafür erhielt der Competizione weitere Lüftungsöffnungen, und an manchen Stellen wurden Leichtbau-Maßnahmen durchgeführt.
Der Jet Competizione wurde von der Scuderia Serenissima im April 1966 eingehend getestet. Die Rundenzeiten lagen auf dem Niveau des Werks-250 LM der Scuderia Ferrari; die Fahrer erreichten bei Testfahrten auf dem Kurs von Le Mans einen Rundendurchschnitt von 187,4 km/h. Daraufhin meldete die Scuderia Serenissima den Jet Competizione mit Louis Corberto und Jean-Claude Sauer für das 24-Stunden-Rennen von Le Mans 1966. Diese Kombination trat letzten Endes allerdings nicht zum Rennen an, da der Motor des Jet im Mai 1966 an das junge Formel-1-Team McLaren weitergegeben wurde. Später, nachdem McLaren das Triebwerk zurückgegeben hatte, wurde der Jet Competizione vorübergehend bei Bergrennen eingesetzt und zeigte dort einige Erfolge. 1968 wurde sein Motor entfernt und von Alf Francis vorübergehend in ein Lola-Chassis eingebaut.
Der Jet Competizione wurde im Laufe der Jahre restauriert. Er trägt heute wieder das 3,0-Liter-Triebwerk von Massimino.

### Chassis 004: Serenissima Torpedo Stradale und Competizione
Das Chassis 004 wurde nacheinander mit zwei offenen Karosserien ausgestattet.

#### Torpedo Stradale
Das Chassis 004 wurde 1965 hergestellt und erhielt die Bezeichnung Torpedo Stradale. Es wurde mit dem 3,5-Liter-Motor von Massimino ausgerüstet und erhielt eine offene Spider-Karosserie, deren Gestaltung sich im Bereich der Frontpartie an das Jet Stradale-Coupé anlehnte, abweichend davon aber geschwungene Kotflügel trug und nicht über ausladende Lufteinlässe verfügte. Das Fahrzeug wies einen in die Karosserie integrierten Überrollbügel auf.
Hinsichtlich einer möglichen Serien-Produktion dieses Modells gibt es unterschiedliche Angaben. Eine Quelle berichtet, dass die Carrozzeria Fantuzzi insgesamt 10 Exemplare des Torpedo Stradale hergestellt habe. Nach anderen Angaben ist Torpedo Stradale – wie auch die anderen Wagen von Serenissima – ein Einzelstück. Danach ist es später im Torpedo Competizione aufgegangen.

#### Torpedo Competizione
1966 wurde der Torpedo zu einem offenen Wettbewerbsfahrzeug umgebaut. Nach einigen technischen und optischen Änderungen debütierte Serenissima mit diesem Fahrzeug als Hersteller beim 24-Stunden-Rennen von Le Mans. Die Scuderia San Marco Serenissima meldete das Fahrzeug mit dem 3,5-Liter-Motor zum 24-Stunden-Rennen von Le Mans 1966. Fahrer waren Jean-Claude Sauer und Baron Jean de Mortemart. Das Team hielt 42 Runden durch, dann brach das Getriebe, und der Wagen fiel aus.

### Chassis 005 Serenissima Jungla
Das fünfte Chassis wurde 1966 hergestellt und mit einer Coupé-Karosserie von Bernard Quentin versehen. Volpi stellte das Auto im Fahrerlager anlässlich des 24-Stunden-Rennens von Le Mans 1966 vor. Allerdings war der Jungla nicht mit einem Motor ausgestattet. Die einzigen verfügbaren Triebwerke befanden sich zu dieser Zeit im Torpedo Competizione sowie im Formel-1-Wagen von Bruce McLaren. Der Jungla wurde werksseitig nicht komplettiert. Er erhielt im Laufe der Jahre einen Motor vom Alfa Romeo Montreal.

### Chassis 006: Serenissima GT Strada und Agena
Nachdem ab 1968 verschiedene Fahrzeuge mit fremden Chassis hergestellt worden waren, präsentierte Automobili Serenissima 1969 nochmals eine Eigenkonstruktion. Mit den Chassis der frühen Jahre hat diese Konstruktion nichts zu tun; es handelte sich hierbei um einen einfachen Kastenrahmen, der in einem Einzelstück hergestellt und nacheinander mit zwei Karosserieversionen eingekleidet wurde.
Das 1969 vorgestellte Modell trug die Bezeichnung Serenissima GT Strada. Es handelte sich um ein flaches Fließheck-Coupé, dessen Karosserie Volpi angeblich selbst entworfen hatte. Ob dieses Fahrzeug mit einem Motor ausgestattet war – und, wenn ja, mit welchem – ist nicht geklärt.
1970 erschien eine weitere Version dieses Themas. Die nunmehr hell lackierte Karosserie war mit einem massiven Heckspoiler versehen worden und trug seitliche Lufteinlässe. Auch hier ist die Motorisierung nicht geklärt.

### Weitere Fahrzeuge mit dem Namen Serenissima

#### McLaren-Serenissima
1968 entstand ein Fahrzeug, das keine Eigenkonstruktion der Automobili Serenissima war. Es handelte sich um einen McLaren MC01, der zunächst zu einem Coupé und später zu einem offenen Rennsportwagen umgebaut wurde.

##### Serenissima Mk 168
Die erste Version des McLaren-Serenissima entstand 1968 in der Karosseriewerkstatt des ehemaligen Rennfahrers Piero Drogo. Drogo baute den McLaren zu einem Coupé mit Flügeltüren um. Das Fahrzeug wurde mit dem Achtzylinder von Harry Mundy ausgestattet. Die Scuderia Serenissima meldete den Wagen unter der Bezeichnung Serenissima GT 1968 zu einzelnen Sportwagenrennen. Das beste Resultat erzielte Jonathan Williams beim Rennen um den Pokal von Enna 1968, wo sie den zweiten Platz hinter einem Porsche 910 belegten.

##### 308 SP Spider Avional
Im Laufe des Jahres 1969 wurde der McLaren ein weiteres Mal umgebaut. Nunmehr erhielt er eine offene, eckig gestaltete Karosserie. Auch dieses Fahrzeug wurde mit dem Mundy-Achtzylinder gelegentlich von der Scuderia Serenissima bei Sportwagenrennen eingesetzt; herausragende Ergebnisse erreichte es allerdings nicht. Sie waren die letzten Renneinsätze der Scuderia Serenissima.

#### Serenissima-Lola
Der 1968 entstandene Serenissima-Lola verwendete wiederum ein fremdes Chassis. In diesem Falle handelte es sich um einen Lola GT Mk.6 von 1963. Der Wagen entstand im Wesentlichen auf Eigeninitiative des Serenissima-Mechanikers Alf Francis. Er war mit dem 3,0 Liter-Triebwerk des Jet ausgestattet.

#### Serenissima-Ghia
Der Serenissima-Ghia war ein Einzelstück, das 1968 auf Veranlassung von Alejandro de Tomaso entstand. Das Fahrzeug wird gelegentlich auch als Serenissima Aghema oder Agema bezeichnet.
De Tomaso war seinerzeit Eigentümer der Carrozzeria Ghia. Auf der Suche nach neuen Produktionsaufträgen ließ er den Ghia-Designer Tom Tjaarda ein elegantes, zweitüriges Fließheck-Coupé mit Klappscheinwerfern und geschwungener Gürtellinie entwerfen, das 1968 auf dem Turiner Automobilsalon unter der Bezeichnung Serenissima gezeigt wurde. De Tomaso versuchte augenscheinlich, Volpi zur Aufnahme einer Serienproduktion zu bewegen. Obwohl das Auto äußerlich sehr attraktiv war, lehnte Volpi de Tomasos Vorschlag ab. Der Serenissima-Ghia blieb ein Einzelstück.
Technisch hatte das Auto nichts mit Serenissima zu tun. Es basierte vielmehr auf dem De Tomaso Mangusta, dessen Plattform es unverändert übernahm. Das „Certificato d´Origine“, das im Oktober 1968 ausgestellt wurde, benennt einen 3,5 Liter-Achtzylinder von Serenissima als Triebwerk.
Die Carrozzeria Ghia präsentierte den hellgrün lackierten Wagen erstmals auf ihrem Stand auf dem Turiner Autosalon im November 1968. Im März 1969 erschien das Auto, wiederum auf dem Stand Ghias, beim Genfer Autosalon, und im April 1969 wurde der Wagen auf der internationalen Automobilausstellung in New York gezeigt. Im Laufe des Jahres 1969 erhielt der Wagen den 3,0 Liter-Achtzylindermotor von Harry Mundy und wurde rot lackiert. 1975 wurden Versuche unternommen, ihn für eine Straßenzulassung in der Schweiz zu präparieren. Letztlich scheiterte der Wagen an den vorgeschriebenen Bremstests. Eine Zulassung wurde nicht erteilt. Der Serenissima Ghia befindet sich noch immer im Eigentum von Conte Volpi.

#### Serenissima 2500 GT
Ebenfalls auf Alf Francis zurückzuführen ist ein Nachbau des ATS 2500 GT, der 1966 entstand und das Markenzeichen von Automobili Serenissima trug. Hierbei handelte es sich um ein Einzelstück, das Alf Francis nach dem Scheitern von ATS aus Restposten und zahlreichen Fremdkomponenten herstellte. Ein unmittelbarer Bezug zu Serenissima besteht allerdings ungeachtet der Modellbezeichnung nicht.

## Serenissima in der Formel 1
1967 wurde Serenissima (wieder) mit der Formel 1 in Verbindung gebracht. Im Februar 1967 berichtete die italienische Zeitschrift Autosprint, die Scuderia Serenissima wolle mit einem eigenen Fahrzeug an einzelnen Läufen der Formel-1-Weltmeisterschaft teilnehmen; Roberto Bussinello, der zuletzt mit einigen problematischen De-Tomaso-Konstruktionen angetreten war, wurde als Fahrer benannt. Letzten Endes wurde daraus freilich nichts.
Die Hintergründe und die Geschichte des Formel-1-Projekts sind nach wie vor in vielen Details ungeklärt. Sicher ist nur, dass Anfang 1967 ein gelb lackiertes Formel-1-Auto mit der Bezeichnung Serenissima MA1F der Öffentlichkeit vorgestellt und auch getestet wurde. Inwieweit dieses Projekt von Giovanni Volpi autorisiert war oder auf der Eigeninitiative von Alf Francis beruhte, ist unklar.

### Das Fahrzeug
Zum Ursprung des Serenissima M1AF gab es unterschiedliche Theorien: Abgesehen von der kaum haltbaren und kaum vertretenen Ansicht, dass Alf Francis den Wagen völlig allein gebaut habe, sahen einige Quellen in dem Wagen einen modifizierten McLaren M2; andere hielten Lola für den Urheber des Autos. Seit einiger Zeit gehen allerdings die meisten Quellen davon aus, dass der Serenissima M1AF auf einem BRP-Chassis von 1963 beruhte.
BRP war ein privater Rennstall, mit dem Stirling Moss in den späten 1950er-Jahren Rennen bestritten hatte und der von seinem Vater Alfred Moss gegründet worden war. Zu dieser Zeit war Alf Francis, der Urheber des Serenissima M1AF, als Mechaniker für Stirling Moss tätig. Francis soll den BRP-Rennwagen 1966 von Moss übernommen haben, möglicherweise als Ausgleich für offene Gehaltszahlungen.
Bereits 1966, als Francis von der Automobili Serenissima eingestellt wurde, soll er begonnen haben, das Chassis mit einem Serenissima-Motor zu verbinden. Hierzu musste Francis das komplette Heck des BRP entfernen und es durch eine auf den Motor zugeschnittene Neukonstruktion ersetzen. Eine Besonderheit war die geschwungene, waagerechte Motorabdeckung, die das Konzept eines Heckflügels vorwegnahm. Die Zeitschrift Oldtimer-Markt berichtet, dass der M1FA als erstes geflügeltes Auto homologiert wurde.
Als Motor diente der 3,0 Liter-Achtzylinder von Massimino, der bereits im 1966 im McLaren verwendet worden war.

### Die Realisierung
Der M1AF wurde im Laufe des Jahres 1966 in der Werkstatt der Serenissima in Formigine aufgebaut. Im Frühjahr 1967 wurden auf dem Modena Aerodrome einige Testfahrten durchgeführt. Fahrer waren Bruce McLaren, Mike Parkes, Ludovico Scarfiotti und Alf Francis selbst. Über die Ergebnisse wurde nichts bekannt. Den Umstand, dass der Wagen allerdings zu keinem Formel-1-Rennen gemeldet wurde, nehmen einige Quellen allerdings zum Anlass, die Qualitäten des im Kern bereits vier Jahre alten Autos in Frage zu stellen.
1969 wurde der Wagen noch einmal aktiviert; er wurde mit dem 3,5 Liter-Motor von Harry Mundy ausgestattet und für einen privaten Käufer für Testfahrten bereitgestellt. Ein Renneinsatz war nicht geplant.

## Serenissima heute
Der Verbleib der Serenissima-Wagen ist weitgehend ungeklärt. Nur die Existenz des Jet Competizione (in Zürich) und des M1FA sind belegt. Oldtimer Markt berichtet in der Ausgabe 9/2008, dass vier weitere Serenissima-Fahrzeuge Giovanni Volpi gehörten, der sie an einem unbekannten Ort verwahre. Eine andere Quelle aus dem April 2008 hingegen besagt, dass Volpi kein einziger Serenissima gehöre; sie zitiert ihn mit den Worten: „Die Erinnerung an die Wagen ist mehr wert als jedes noch so wertvolle Stück Metall“.
Drei Serenissima-Fahrzeuge werden im Februar 2019 in Paris versteigert.